# Vena intercostale suprema
Le vene intercostali supreme sono vene che accolgono le prime 2-3 vene intercostali che drenano il distretto toracico superiore.

## Anatomia
Le vene intercostali supreme (destra e sinistra, vedi oltre) sono tronchi venosi che convogliano il sangue venoso refluo dei distretti intercostali superiori verso le strutture venose centrali, quali la vena cava superiore, le vene brachiocefaliche e il sistema delle vene azygos. Corrono lungo le docce paravertebrali, costituento un importante sistema di drenaggio del mediastino superiore e della parete toracica posteriore; sono appoggiate al di sopra delle fasce muscolari che ricoprono i muscoli intercostali superiori.

### Vena intercostale suprema destra
Rappresenta il ramo di confluenza comune delle prime 2-3 vene intercostali superiori di destra, fornendo una connessione tra il sistema venoso toracico superiore destro e la vena azygos, nella quale si getta.

### Vena intercostale suprema sinistra
Questa vena è un piccolo tronco dove affluiscono le prime 2-3 vene intercostali superiori di sinistra, benché tale entità anatomica talora è assente. Se presente, non si getta nella vena emiazygos accessoria, ma direttamente nel tronco brachicefalico di sinistra.

## Fisiologia
Essendo queste vene al di sopra del piano orizzontale passante per il cuore, sono mantenute beanti dalla pressione idrostatica. Al di là della funzione drenante, i vasi intercostali superiori, rappresentano un'importante rete anastomotica che connette i compartimenti venosi toracici superiori ai compartimenti venosi toracici medi ed inferiori.

## Patologia
Le possibili alterazioni patologiche riguardano soprattutto la vena intercostale suprema destra che, in virtù della connessione a ponte tra la vena azygos e la vena brachiocefalica destra (tramite piccolissimi rami difficilmente apprezzabili), può fornire una valida alternativa all'efflusso venoso in caso di ostruzione della vena cava superiore superiore allo sbocco della vena azygos, come avviene nella sindrome della vena cava superiore.